# Туркменгаз
Государственный концерн «Туркменгаз» (туркм. «Türkmengaz» döwlet konserni) — туркменская газодобывающая и газораспределительная компания, крупнейшая компания в Туркменистане. Занимается всеми аспектами газового бизнеса: разведкой, добычей, транспортировкой, переработкой природного газа и конденсата. Штаб-квартира — в Ашхабаде. 100 % акций компании находятся в управлении правительства Туркменистана.

## История
Образован Указом президента Туркменистана «О совершенствовании управления нефтегазовым комплексом и рациональном использовании минерально-сырьевых ресурсов» от 1 июля 1996 года на базе газодобывающих предприятий упразднённого Министерства нефти и газа Туркменистана.
7 июля 2017 года определён правопреемником упразднённого Государственного концерна «Туркменнефтегазстрой» («Туркменнебитгазгурлушик»), занимавшегося сооружением объектов, обеспечивающих добычу и транспортировку углеводородного сырья с газовых, газоконденсатных и нефтяных месторождений.

## Цели и задачи
Государственный концерн «Туркменгаз» имеет полную самостоятельность в вопросах оперативного управления производством и хозяйственной деятельности и выполняет следующие возложенные на него задачи:
- разрабатывает месторождения природного газа на территории Туркменистана;
- осуществляет добычу природного газа и газового конденсата с месторождений на территории Туркменистана;
- осуществляет подготовку, переработку и транспортировку природного газа к потребителям внутри страны и на экспорт.

Председатель Государственного концерна «Туркменгаз» и его заместители назначаются президентом Туркменистана и несут перед ним ответственность за выполнение заданий в рамках Концепции развития нефтегазовой промышленности Туркменистана.

## Структура и подведомственные предприятия
В ведении Государственного концерна «Туркменгаз» находятся:
- Объединение «Türkmengazakdyryș»;
- Объединение «Türkmengazupjunçilik»;
- Управление «Türkmengazawtomatika»;
- Управление «Türkmengazaragatnasyk»;
- Управление «Türkmengazburawlayyş»;
- Управление «Marygazgykaryş»;
- Управление «Dowletabatgazçykaryş»;
- Управление «Gazygaytadanișleyiș»;
- Институт нефти и газа;
- Научно-исследовательский институт природного газа;
- Акционерное общество открытого типа «Türkmenturba»;
- Газета «Nebit-Gaz»

## Деятельность
Концерн основан в 1997 году. Занимается разработкой, добычей, транспортировкой, переработкой и экспортом природного газа, а также продуктов его переработки.

## Руководство
Руководителем ГК «Туркменгаз» является председатель государственного концерна в ранге государственного министра. Назначается президентом Туркменистана.

### Председатели
| №  | Имя                       | Назначен   | Уволен     | Причина увольнения                 |
| 1  | Тачназаров, Гуйчназар     | 01.07.1996 | 20.05.2005 | переход на другую работу           |
| 2  | Овезов, Алламурад         | 10.06.2005 | 02.11.2005 | арестован                          |
| -  | Атаев, Курбанмурад        | 02.11.2005 | 26.04.2006 | временно и. о.                     |
| 3  | Хаджикурбанов, Бахтияр    | 26.04.2006 | 14.02.2007 | переход на другую работу           |
| 4  | Тагиев, Тачберды          | 18.02.2007 | 22.02.2007 | переход на другую работу           |
| 5  | Какаев, Ягшигельды        | 22.02.2007 | 27.08.2008 | переход на другую работу           |
| 6  | Ходжамухаммедов, Баймурад | 27.08.2008 | 10.07.2009 | переход на другую работу           |
| -  | Моммаев, Довлет           | 10.07.2009 | 12.10.2009 | временно и. о.                     |
| 7  | Мухаммедов, Нуры          | 12.10.2009 | 08.10.2010 | за серьёзные недостатки в работе   |
| -  | Моммаев, Довлет           | 08.10.2010 | 10.01.2011 | временно и. о.                     |
| 8  | Ханалиев, Аманали         | 10.01.2011 | 06.01.2012 | за недостатки в работе             |
| 9  | Егелеев, Акмурад          | 06.01.2012 | 23.02.2012 | переход на другую работу           |
| 10 | Мамедов, Сахатмурад       | 23.02.2012 | 11.01.2013 | за недостатки в работе             |
| 11 | Абдуллаев, Какагельды     | 11.01.2013 | 10.01.2014 | переход на другую работу           |
| 12 | Хоммадов, Чарымухаммед    | 10.01.2014 | 09.01.2015 | переход на другую работу           |
| 13 | Беглиев, Аширгулы         | 09.01.2015 | 13.01.2017 | переход на другую работу           |
| 14 | Бабаев, Максат            | 13.01.2017 | 05.04.2017 | переход на другую работу           |
| -  | Арчаев, Мурад             | 11.04.2017 | 01.12.2017 | временно и. о.                     |
| 15 | Арчаев, Мурад             | 01.12.2017 | 03.04.2020 | за недостатки, допущенные в работе |
| 16 | Аманов, Батыр             | 03.04.2020 |            | действующий                        |

## Газовый конфликт
Конфликт по поводу транспортировки туркменского газа, причиной которого послужила авария на участке газопровода «Средняя Азия — Центр» (САЦ-4), произошедшая 9 апреля 2009 года, привел к длительному прекращению поставок газа туркменской стороной. Поставки в Россию были возобновлены 9 января 2010 года.